# Alé Yaroq
Alé Yaroq (עלה ירוק, en hebreu Fulla Verda) és un partit polític d'Israel d'ideologia ultraliberal. La seva plataforma política és basada en la legalització del Cannabis, marihuana i haixix, ambientalisme i ampliació de drets humans, així com la institucionalització de la prostitució, el matrimoni homosexual i els jocs d'atzar.
El partit va participar en les eleccions de 1999 i 2003, però no va entrar a la Kenésset, el parlament israelià. Abans de les eleccions de 2006, el partit va anunciar que participaria per tercera vegada, tot i que el llindar havia pujat al 2% i competir amb els Verds. Aquesta vegada, el partit semblava tenir més suport del públic jove que no volia votar als partits tradicionalistes. Aquest suport es veia en els resultats de les eleccions en totes les universitats a Israel, per exemple: 19 seients (16%) a l'Institut de Tecnologia en Haifa i 10 escons (8%) en la Universitat de Tel-Aviv. Però finalment només va obtenir l'1,3% i no va obtenir representació. A les eleccions municipals de 2008 tampoc assolí el 5% necessari per a obtenir representació a l'ajuntament de Jerusalem. Això va provocar algunes disputes internes que el van afeblir de cara a les eleccions de 2009, en les quals tampoc va obtenir representació.